# Mihai Munteanu
Mihai Munteanu (n. 15 august 1943, Criva, județul Hotin, Regatul României) este un cântăreț moldovean (tenor lirico-dramatic) și pedagog, Artist al Poporului în RSSM (1980) și URSS (1986), fost membru PCUS.
Începând cu toamna lui 2013, alături de cantautoarea Tania Cergă și cântărețul Nicu Țărnă, este unul din cei trei membri ai juriului concursului Moldova are talent.

## Biografie
Din 1971 evolueaza ca solist al Teatrului Național de Opera și Balet din Chișinău. În 1972 a absolvit Institutul de Arte din Chișinău. Între anii 1977 - 1978 și-a desfășurat activitatea la celebrul teatru liric La Scala din Milano. Din 1983 este pedagog la conservatoriul din Chișinău. În 1988 devine laureat al premiului de stat al RSS Moldovenești. În 1980 a fost desemnat Artist al Poporului în RSS Moldovenească, iar în 1986 și Artist al Poporului în URSS. În 1993 a fost decorat cu Ordinul Republicii al Republicii Moldova.